# Atletismo nos Jogos Pan-Americanos de 2019 - 400 m com barreiras feminino
A competição dos 400 m com barreiras feminino foi um dos eventos do atletismo nos Jogos Pan-Americanos de 2019, em Lima, no Peru. A prova foi realizada entre os dias 6 e 8 de agosto.

## Calendário
Horário local (UTC-5).
| Data        | Horário | Fase      |
| ----------- | ------- | --------- |
| 6 de agosto | 16:15   | Semifinal |
| 8 de agosto | 17:55   | Final     |

## Medalhistas
| Ouro   | CAN Sage Watson     |
| Prata  | USA Anna Cockrell   |
| Bronze | JAM Rushell Clayton |

## Recordes
Recordes mundial e pan-americano antes da disputa dos Jogos Pan-Americanos de 2019.
| Tipo                             | Atleta            | Tempo | Local    | Data                |
| -------------------------------- | ----------------- | ----- | -------- | ------------------- |
|                                  | Yuliya Pechonkina | 52.34 | Tula     | 8 de agosto de 2003 |
| Recorde dos Jogos Pan-Americanos | Daimí Pernía      | 53.44 | Winnipeg | 28 de julho de 1999 |

## Resultados

### Semifinal
Qualificação: Os 3 primeiros em cada bateria (Q) e os 2 mais rápidos (q) se classificaram para a final. Os resultados foram os seguintes: 
| Posição | Bateria | Atleta                    | Nacionalidade             | Tempo   | Notas           |
| ------- | ------- | ------------------------- | ------------------------- | ------- | --------------- |
| 1       | 1       | Zurian Hechavarría        | CUB Cuba                  | 55.00   | Q,              |
| 2       | 1       | Rushell Clayton           | JAM Jamaica               | 55.93   | Q               |
| 3       | 1       | Anna Cockrell             | USA Estados Unidos        | 56.04   | Q               |
| 4       | 2       | Grace Claxton             | PUR Porto Rico            | 56.30   | Q,              |
| 5       | 2       | Sage Watson               | CAN Canadá                | 56.37   | Q               |
| 6       | 2       | Ronda Whyte               | JAM Jamaica               | 56.47   | Q               |
| 7       | 2       | Tia-Adana Belle           | BAR Barbados              | 56.53   | q               |
| 8       | 2       | Gianna Woodruff           | PAN Panamá                | 56.70   | q               |
| 9       | 2       | Melissa Gonzalez          | COL Colômbia              | 56.78   |                 |
| 10      | 1       | Gabriella Scott           | PUR Porto Rico            | 56.88   |                 |
| 11      | 1       | Sparkle McKnight          | TTO Trinidad e Tobago     | 57.04   |                 |
| 12      | 1       | Kimberly Cardoza          | PER Peru                  | 58.04   | Recorde pessoal |
| 13      | 2       | Reanda Richards           | SKN São Cristóvão e Neves | 59.42   |                 |
| 14      | 1       | Katrina Seymour           | BAH Bahamas               | 1:00.71 |                 |
| 15      | 1       | Fiorella Chiappe y Madsen | ARG Argentina             | 1:01.42 |                 |

### Final
Os resultados foram os seguintes:  
| Colocação         | Faixa | Atleta             | Nacionalidade      | Tempo | Notas                |
| ----------------- | ----- | ------------------ | ------------------ | ----- | -------------------- |
| Medalha de ouro   | 6     | Sage Watson        | CAN Canadá         | 55.16 | Recorde da temporada |
| Medalha de prata  | 8     | Anna Cockrell      | USA Estados Unidos | 55.50 |                      |
| Medalha de bronze | 4     | Rushell Clayton    | JAM Jamaica        | 55.53 |                      |
| 4                 | 5     | Zurian Hechavarría | CUB Cuba           | 55.85 |                      |
| 5                 | 3     | Tia-Adana Belle    | BAR Barbados       | 55.93 |                      |
| 6                 | 7     | Grace Claxton      | PUR Porto Rico     | 56.04 | Recorde da temporada |
| 7                 | 2     | Gianna Woodruff    | PAN Panamá         | 57.20 |                      |
| 8                 | 9     | Ronda Whyte        | JAM Jamaica        | 57.42 |                      |

Legenda
| Recorde mundial                  | Recorde mundial (World record)               |                       | Recorde africano                      | Recorde africano (African) |                                           | Q | Classificado por posição (Qualified) |
| Recorde dos Jogos Pan-Americanos | Recorde pan-americano (Pan-American record)  | Recorde da América    | Recorde da América (Americas)         | q                          | Classificado por melhor tempo (Qualified) |   |                                      |
| Melhor marca do ano              | Melhor marca do ano (World leading)          | Recorde asiático      | Recorde asiático (Asian)              | DNS                        | Não largou (Did not start)                |   |                                      |
| Recorde nacional                 | Recorde nacional (National record)           | Recorde europeu       | Recorde europeu (European)            | DNF                        | Não terminou (Did not finish)             |   |                                      |
| Recorde pessoal                  | Recorde pessoal do atleta (Personal best)    | Recorde da Oceania    | Recorde da Oceania (Oceania)          | DSQ / DQ                   | Desclassificado (Disqualified)            |   |                                      |
| Recorde da temporada             | Recorde da temporada do atleta (Season best) | Recorde sul-americano | Recorde sul-americano (South America) | NM                         | Sem marca (No mark)                       |   |                                      |